# 저우췬페이

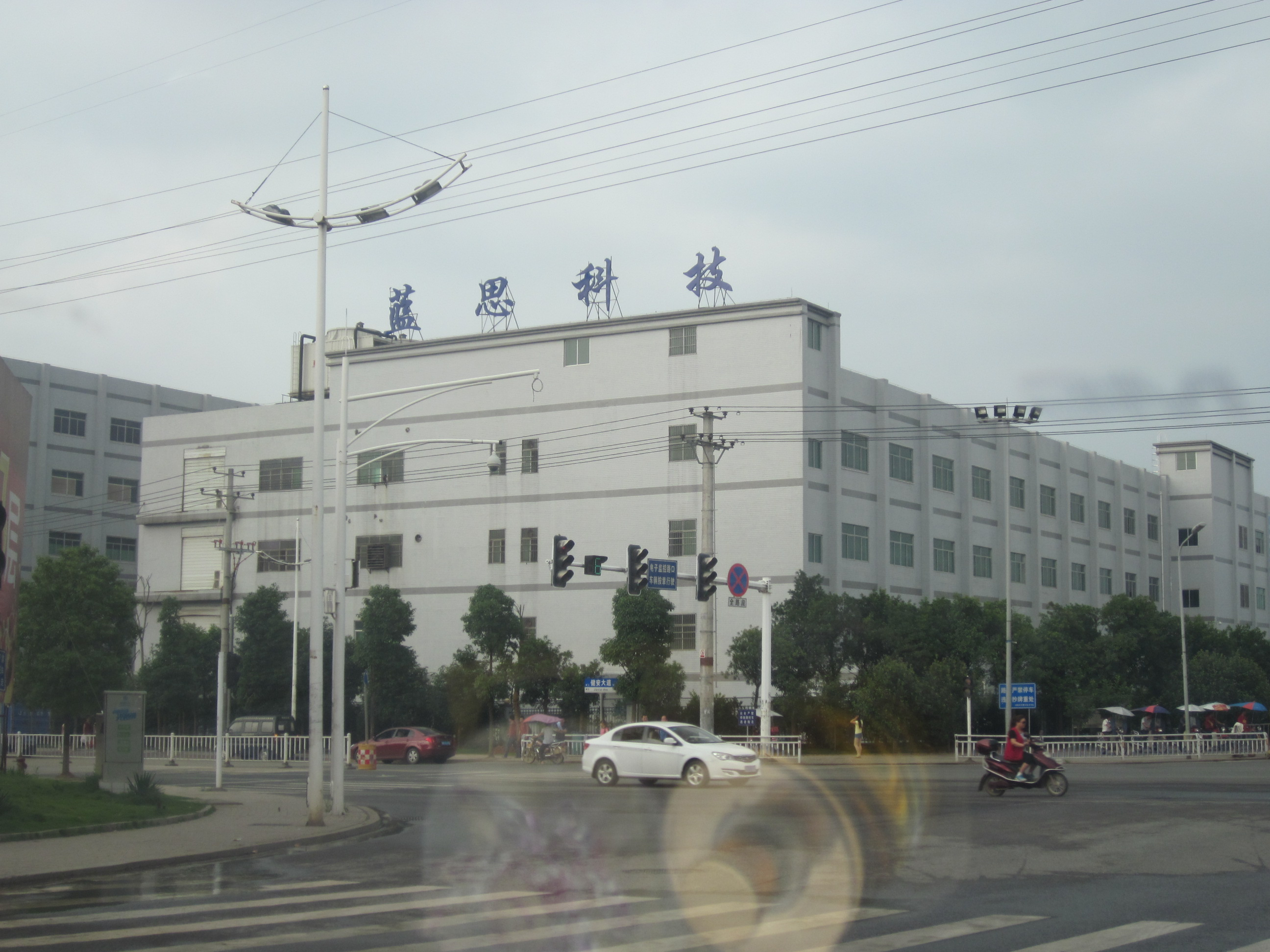
란쓰 과기 본사

저우췬페이(중국어 간체자: 周群飞, 정체자: 周群飛, 병음: Zhōu Qúnfēi, 1970년 ~ )는 중국의 기업인이다. 주요 터치 스크린 제조업체인 란쓰 과기를 설립한 것으로 유명하다. 2015년 3월에 차스닥 시장에 회사를 공개한 이후에 재산이 100억 달러에 달하면서 중국에서 가장 부유한 여성이 되었다.

## 생애
저우췬페이는 1970년에 후난성 샹탄시 샹샹시에서 농촌에서 3녀 가운데 막내로 태어났다. 그녀가 태어나기 전에 전직 군인이였던 그녀의 아버지는 1960년에 산업 현장에서 일어난 폭발 사고로 인해서 부분적으로 눈이 멀고 손가락을 잃었으며 그녀의 어머니는 그녀가 5살 때 가난에 지쳐 자살했다.
그녀는 자매들 가운데 유일하게 중등 학교에 재학했지만 사람이었지만 15세에 중퇴하고 광둥성 선전시의 공장에서 일하면서 선전 대학 야간부를 다녔다. 공장장의 도움으로 유리인쇄 기술을 다루게 되었고, 입사 3년 만인 20살에 공장장 자리까지 올랐다. 2003년 란쓰 과기를 홀로 창업했다.
1993년 그녀는 공장을 퇴사한 후 사촌들과 시계 유리 공장을 창업했다. 1977년 금융위기가 터지자 대규모 생산 시설을 갖춘 기업들이 줄줄이 도산했고 그녀와 그녀의 사촌들은 적은 비용으로 그들의 설비를 사들여 전체적인 생산 설비를 완성했다. 그녀는 금융위기를 오히려 기회로 삼은 것이다.

## 란쓰 과기
저우췬페이의 회사는 여전히 시계 화면을 제작하면서 휴대폰 산업이 플라스틱에서 유리 디스플레이 화면으로 전환되는 시기에 모토롤라로부터 Razr V3용 유리 화면을 개발하라는 요청을 받았다. 이에 이어 저우췬페이는 2003년에 터치 스크린 제조업체인 란쓰 과기를 시작했으며 HTC와 같은 다른 휴대 전화 제조업체로부터 주문을 받았다. 란쓰 과지는 스마트폰에 들어가는 터치스크린용 강화유리를 주력으로 생산한다.
삼성 및 2007년 시장 진입 당시 애플의 아이폰용 터치 스크린을 생산 한 후 란쓰 과기는 업계의 주요 업체로 발전했다. 란쓰 과기는 현재 주요 전자 제품 제조업체에 터치 스크린을 공급하여 애플 및 삼성전자로부터 수익의 거의 75%를 받고 있다. 란쓰 과기는 2015년 3월 18일 차스닥시장에서 거래를 시작한 후 회사의 주가가 3월 19일부터 4월 2일 사이에 44% 정도 증가했다.

## 업적
란쓰 과기의 2015년 IPO 제공 기간 동안에 저우췬페이가 소유했던 주식의 87.9%는 452% 정도 증가해 중국에서 가장 부유한 여성으로 평가 받고 있다. 또한 저우췬페이는 2016년 파워 우먼에서 61위, 2016년 홍콩 억만장자 중 9위, 2015년 중국 부자 목록 18위로 포브스에 등재되었다.

## 결혼
저우췬페이는 전직 공장 상사와 결혼하여 슬하에 딸을 두고 이혼했다. 2008년에 그녀는 렌즈보드에서 일하고 있으며 회사에서 1.4%의 지분을 가지고 있는 오랜 공장 동료인 정쥔룽(郑俊龙)과 결혼했다. 저우췬페이는 슬하에 딸 1명, 아들 1명을 두었다.